# Sowjetrepublik Odessa
Die Sowjetrepublik Odessa (russisch Одесская Советская Республика (ОСР), deutsche Transkription: Odesskaya Sovetskaya Respublika, ukrainisch Одеська Радянська Республіка) war eine kurzlebige Sowjetrepublik auf dem Territorium des ehemaligen Russischen Kaiserreiches, die am 5. Januarjul. / 18. Januar 1918greg. aus Teilen der Gouvernements Cherson und des Gouvernements Bessarabien mit Zentrum in Odessa gegründet wurde.

## Geschichte
Während des Russischen Bürgerkrieges, unmittelbar bevor bolschewistische Kräfte die ukrainische Regierung aus Kiew vertrieben (Kiewer Arsenalwerk-Revolte) und der Sfatul Ţării die Unabhängigkeit der Demokratischen Moldowanischen Republik verkündete, wurde Odessa am 23. Dezember 1917jul. / 5. Januar 1918greg. zur freien Stadt erklärt. Am 5. Januarjul. / 18. Januar 1918greg. kam es zum Aufstand der Bolschewiki, der Anarchisten und der linken Sozialrevolutionäre, dessen Ergebnis die Proklamation der Sowjetrepublik Odessa war. Regiert wurde die Sowjetrepublik Odessa durch das Rumtscherod, das sich im Mai 1917, kurz nach der Februarrevolution konstituierte.
Oberste Behörde war der Rat der Volkskommissare, unter Leitung von Wladimir G. Yudowski. Die Führer der Sowjetrepublik Odessa erklärten, dass sie nicht die Absicht hätten, die Macht der Regierung der sowjetischen Ukraine anzuerkennen, sondern unmittelbar die Macht des bolschewistischen Russlands.
Die Sowjetrepublik Odessa endete bereits zwei Monate nach ihrer Gründung, am 13. März 1918, kurz nach dem Separatfrieden (27. Januarjul. / 9. Februar 1918greg.) zwischen den Mittelmächten und der Ukrainischen Volksrepublik und dem Friedensvertrag von Brest-Litowsk mit Sowjetrussland (3. März 1918), als ihr Gebiet von deutschen und österreichisch-ungarischen Truppen besetzt wurde.